# إسماعيل يس في الجيش (فلم)
إسماعيل يس في الجيش هو فيلم مصري عرض عام 1955، بطولة إسماعيل ياسين وسميرة أحمد وعبد السلام النابلسي ورياض القصبجي، ومن إخراج فطين عبد الوهاب.

## قصة الفيلم
تدور أحداث الفيلم حول «زكي» (إسماعيل ياسين)، الشاب الفقير الذي يستدعى التجنيد، ويجد صعوبة في تنفيذ الأوامر التي تعطى له في الجيش ومن هنا تنشأ الكثير من المواقف المضحكة، كما يقع في حب فتاة تدعى سميرة، لكن يحاول «الشاويش عطية» (رياض القصبجي) الفوز بقلبها، ما يجعل الأمر صعبا على زكي.

## طاقم التمثيل
- إسماعيل ياسين: (زكي «ترمس»)
- سميرة أحمد: (سميرة)
- عبد السلام النابلسي: (عبد العزيز «زيزو»)
- رياض القصبجي: (الشاويش عطية)
- جمالات زايد: (والدة سميرة)
- عبد الغني النجدي: (عوكل)
- سعاد أحمد: (والدة زكي)
- حسن أتلة: (حسين - عم سميرة)
- محمود لطفي: (والد زيزو)
- سميحة محمد: (موزعة شربات)

## فريق العمل
- إخراج: فطين عبد الوهاب
- قصة: عبد المنعم السباعي، سامي داود
- سيناريو: فطين عبد الوهاب
- حوار: أبو السعود الإبياري
- مدير التصوير: حسن داهش
- مونتاج: إميل بحري
- مهندس المناظر: عباس حلمي
- إنتاج: أفلام الهلال
- توزيع: شركة النيل للسينما
- موسيقى تصويرية: فؤاد الظاهري
- تأليف الأغاني: منير مراد
- تلحين الأغاني: فتحي قورة

## روابط خارجية
- مقالات تستعمل روابط فنية بلا صلة مع ويكي بيانات